# أفسار جوانشيروف
أفسار بايرام أغلو جوانشيروف (بالأذرية: Əfsər Cavanşirov) - الملحن الفذ لأذربيجان، تكريم فنان لجمهورية أذربيجان الاشتراكية السوفيتية (1982).

## سيرته ذاتية ونشاته
ولد أفسار بايرام أغلو جوانشيروف في قرية حورتديز لمقاطعة فضولي (مدينة) في 8 نوفيري في 1930. تلقى تعليمه في المدرسة الثانوية والمدرسة الموسيقى رقم 2 في 1948.
ثم واصل تعليمه في مدرسة باكو للمويقى (حاليا أكاديمية باكو للموسيقى). في نفس السنة إلتحقى معهد أذربيجان الوطنية للموسيقى على تخصص التلحين. تخرج من الأكاديمية في 1958 من صف جودات حجييف.
بالإضافة إلى أفسار جوانشيروف عمل مديرا فنيا لطاقم الرقص ولجوقة «بانوفشا» للأطفال في شركة التلفزيون والراديو الحكومية بجمهورية أذربيجان.
حصل على الألقاب الفخرية «العامل التربوي المتقدم» و «تكريم فنان» لجمهورية في 1982.
توفي أفسار بايرام أغلو جوانشيروف في عاصمة باكو عام 2006.